# U-204
U-204 — средняя немецкая подводная лодка типа VIIC времён Второй мировой войны.

## История
Заказ на постройку субмарины был отдан 23 сентября 1939 года. Лодка была заложена 22 апреля 1940 года на верфи «Германиаверфт» в Киле под строительным номером 633, спущена на воду 23 января 1941 года. Лодка вошла в строй 8 марта 1941 года под командованием оберлейтенанта Вальтера Келя.

### Флотилии
- 8 марта — 1 мая 1941 года — 1-я флотилия (учебная)
- 1 мая — 19 октября 1941 года — 1-я флотилия

### История службы
Лодка совершила 3 боевых похода. Потопила 4 судна суммарным водоизмещением 17 360 брт и один военный корабль водоизмещением 1060 тонн.
Потоплена 19 октября 1941 года в районе с координатами 35°46′ с. ш. 06°02′ з. д. глубинными бомбами с британского корвета HMS Mallow и британского шлюпа HMS Rochester. 46 погибших (весь экипаж).